# Транспорт Харькова
Общественный транспорт Харькова — городской и пригородный пассажирский транспорт, имеющий регулярные маршруты, заранее установленные тарифы на проезд и расписание движения.

## Международные и национальные автомобильные пути
- Автострада М-03 E 40 — автомобильная дорога Украины международного значения Киев — Харьков — Ростов
- Автострада М-20 — автомобильная дорога Украины международного значения Харьков — государственная граница с Россией (пропускной пункт Щербаковка)
- Автострада М-18 — автомобильная дорога Украины международного значения Харьков — Симферополь — Алушта — Ялта

## Железнодорожный транспорт
В Харькове расположено управление Южной железной дороги и внеклассная пассажирская станция Харьков-Пассажирский. Помимо этого, функционируют еще несколько вокзалов: Харьков-Левада, Харьков-Балашовский, Основа, Лосево. Железнодорожный транспорт обслуживает локомотивное и вагонное депо, а также Харьковский вагоностроительный завод.
Для детей работает Малая Южная железная дорога.

## Водный транспорт
Водный транспорт в Харькове практически отсутствует, за счёт, того что реки, протекающие по территории Харькова и Харьковской области, несудоходны, однако в 1996-2005 годах был в строю прогулочный маршрут на теплоходе «Ласточка» по реке Харьков. В 2009 году мэром города  было предложено возобновить маршрут, однако, замысел так и не был воплощен в жизнь.
В августе 2001 года было открыто паромное сообщение между перекрестком улиц Барабашова и Блюхера с полуостровом на котором расположен частный пляж и база отдыха ''Акважур''.
В 2015 году паромное сообщение было прекращено, а сам понтон был порезан на металлолом.

## Авиационный транспорт
Аэропорт открыт в Харькове в 1932 году. Сегодня в харьковском аэропорту работает одна асфальтобетонная взлётно-посадочная полоса, способная обслуживать до 100 пассажиров в час. В связи с проведением футбольного чемпионата Евро-2012 прошла реконструкция аэропорта.

## Городской транспорт

### Метрополитен
Метрополитен в Харькове открыт 23 августа 1975 года. Длина существующих трёх линий составляет 38,5 километров, которые связывают 30 станций. Суточная перевозка пассажиров составляет около 800 тысяч человек.

### Трамвай
Длина трамвайных линий составляет 236,6 километров, которые обслуживают 17 маршрутов и 2 трамвайных депо. С 1882 по 1919 год харьковский трамвай работал на конной тяге. С 1906 также было организовано движение трамвая на электрической тяге, которое действует и до сих пор.

### Троллейбус
Длина троллейбусных линий составляет 478,2 километра, которые обслуживают 30 маршрутов и 2 троллейбусных депо. Харьковский троллейбус действует с 1939 года.

### Автобус и маршрутные такси
В Харькове функционирует автовокзал и три автостанции. Международные перевозки осуществляются автовокзалом и автостанцией № 4.
Городской пассажиропоток обслуживается большим количеством автобусных маршрутов, на которых работают как автобусы, так и маршрутные такси, большинство из которых не являются государственными.